# Belvederer Allee 17

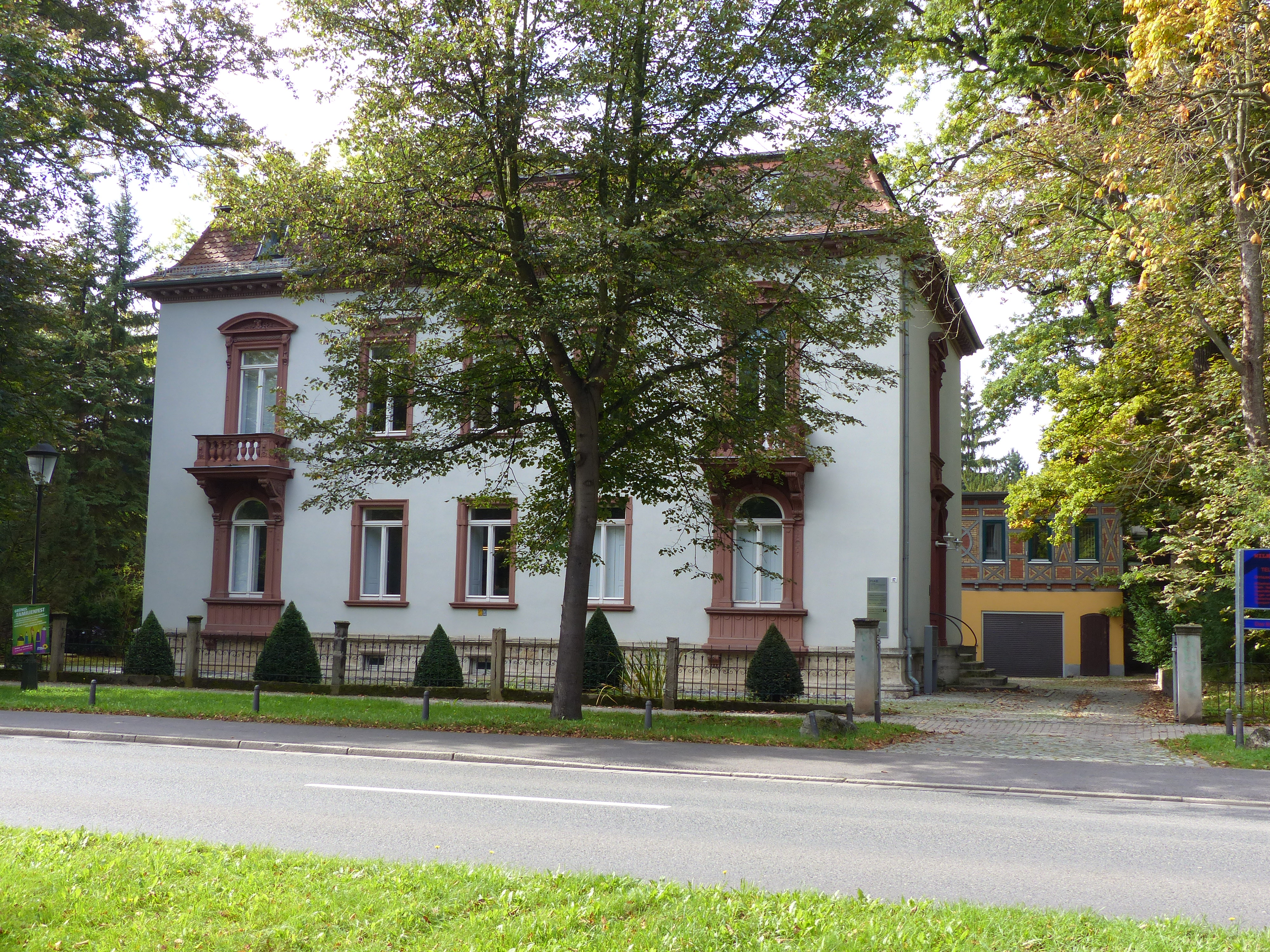
Belvederer Allee 17 in Weimar

Belvederer Allee 17 in Weimar ist ein denkmalgeschütztes Etagenwohnhaus mit Remise und Grundstück.

## Geschichte
Das Gebäude wurde im Stil der Neorenaissance in den Jahren von 1870 bis 1872 durch den Maurermeister Eduard Lindig  errichtet. Es befindet sich auf dem damals noch außerhalb des Bebauungsplans gelegenen Grundstück des Röhr`schen Steinbruches.  Der neue Eigentümer, ein Major von Santen, ließ 1887 an der Südseite des Hauses eine Veranda anbauen. Im Jahre 1889 wurde auf der Hofseite das Stallgebäude errichtet.
Die Räume wurden 1942 zeitweise durch den Reichsarbeitsdienst als Büros genutzt und nach dem Krieg als Wohnungen wiederhergerichtet. Nach 1960 wurde die Fassade des Haupthauses neu verputzt, Bauornamente wurden dabei entfernt. 1973 wurde die Remise zu einem Mehrzweckgebäude für das Institut für Baustoffe der Bauakademie der DDR umgebaut. Es befindet sich hier das Speditionsgeschäft Wilhelm Staupendahl, das 1890 gegründet wurde.